# Los mundos sutiles
Los mundos sutiles és una pel·lícula documental espanyola del 2012 escrita i dirigida per Eduardo Chapero-Jackson. Fou rodada per encàrrec d'Acción Cultural Española en coincidir el 2012 amb el centenari de la publicació de Campos de Castilla d'Antonio Machado i rodada com a poema visual que se submergeix en la trajectòria vital i literària del poeta a través de la música i la dansa. Es va rodar en 16 dies durant els mesos de maig, juny i juliol a Madrid, Sòria, Baeza, Parla i València. Hi han participat 17 intèrprets i 38 tècnics i dues càmeres Red-Epic i Canon Eos 5-D i un Steadycam per aconseguir els efectes de les bombolles de sabó.

## Sinopsi
Sira (Amaia Pardo) és una jove estudiant del conservatori de dansa que ha rebut l'encàrrec de preparar una prova de fi de curs basada en Antonio Machado. Per tal de realitzar la prova decideix endinsar-se tant en la trajectòria vital com en l'obra del poeta, intentant traduir la paraula escrita a l'idioma corporal. Aquest viatge de descobriment li provocarà un impacte profund.

## Nominacions
Va obtenir una nominació en la XVII edició dels Premis Goya, en la categoria de Millor Pel·lícula Documental, i va rebre una menció del Jurat en la secció "Tiempo de historia" de la 57a Setmana Internacional de Cinema de Valladolid (Seminci).

## Repartiment
- Amaia Pardo - Sira
- Manolo Solo - Veu de Machado
- Joaquín Abella - Home del tren
- Miguel Ballabriga - Noi de la Biblioteca
- Itsaso A. Cano - Dona 1 - Leonor